# Gunung Batu Empahat
Gunung Batu Empahat är ett berg i Indonesien.   Det ligger i provinsen Aceh, i den västra delen av landet, 1 500 km nordväst om huvudstaden Jakarta. Toppen på Gunung Batu Empahat är 1 096 meter över havet, eller 265 meter över den omgivande terrängen. Bredden vid basen är 3,9 km.
Terrängen runt Gunung Batu Empahat är kuperad söderut, men norrut är den bergig. Runt Gunung Batu Empahat är det glesbefolkat, med 15 invånare per kvadratkilometer. I omgivningarna runt Gunung Batu Empahat växer i huvudsak städsegrön lövskog.